# Continuado
Continuado es una película independiente argentina dramática de 2010. Es la ópera prima de los directores Henry More, quien también escribió el guion, y Fabio Sánchez. More y Sánchez también la protagonizan.

## Argumento
El film cuenta la historia de Martín, un escritor de 30 años, fracasado y desempleado, cuya escéptica personalidad lo conduce a tener una vida oscura y sórdida. La recurrencia en ir a lugares para tener sexo ocasional y el abuso en el consumo de alcohol y pastillas son las actividades principales de Martín aparte de la escritura. Hasta que aparece Agustín, un primo suyo que viene a Buenos Aires desde Ostende a estudiar Letras (carrera que también en el pasado había estudiado Martín) y a ganarse la vida teniendo sexo por dinero; también a reencontrarse con Martín, a quien solo vio una vez en su vida cuando ambos eran adolescentes. 
A poco de conocerse comienza a desarrollase entre ambos una relación compleja y profunda. Luego, una verdad oculta cambiará para siempre el rumbo de sus vidas.

## Producción y distribución del film
Para encarar la realización del film, Henry More y Fabio Sánchez crearon la productora Everness. El mismo no contó con ningún apoyo financiero externo y se realizó de manera enteramente cooperativa. Continuado está actualmente en postproducción, y los productores planean comenzar en breve la difusión del mismo a través de festivales y todo tipo de eventos culturales para llegar a la distribución comercial del film.

## Ideología del proyecto
La idea del realizador ha sido contar una historia desde una perspectiva distinta al abordaje de los filmes comerciales clásicos. Una historia real más que realista, en la que los personajes se muestren visceralmente, sin eludir ningún aspecto de sus vidas.